# Дальномерный фотоаппарат
Дальномерный фотоаппарат — класс фотоаппаратов, использующий для наводки на резкость оптический дальномер.
Для фокусировки объектива эта разновидность фотоаппаратуры использует явление параллакса, когда оптически совмещаются два изображения, полученные через два объектива дальномера, разнесённые на расстояние базиса. В наиболее совершенных камерах дальномер совмещён с видоискателем, обеспечивая одновременно фокусировку и визирование. Кроме того, привод компенсатора дальномера, как правило, объединяется с механизмом фокусировки объектива, сопрягая перемещение оправы с работой дальномера. В качестве компенсатора чаще всего используются поворотные зеркало или призма, а также оптический клин переменного угла, состоящий из взаимно смещающихся плоско-выпуклой и плоско-вогнутой линз.

## История
Ранние дальномеры, иногда называвшиеся «телемерами» («telemeters»), появились ещё в начале XX века. Первым дальномерным фотоаппаратом считается складной «No. 3A Kodak Autographic Special», выпущенный в 1917 году. Из-за особенностей фоторынка тех лет новинка не получила распространения. Бурное развитие дальномерной аппаратуры началось после появления фотоаппаратов «Leica», оснащённых сопряжённым дальномером.
Первая модель «Leica I», вышедшая в 1925 году, не оснащалась встроенным дальномером, обеспечив его распространение в качестве дополнительного аксессуара. Приставной вертикальный дальномер выпускался компанией Ernst Leitz под внутризаводским кодом FODIS, указанным также в фирменных каталогах, поэтому несколько десятилетий базисный дальномер называли «фодисом».
Выпущенные в 1932 г. «Leica II» и «Zeiss Contax I», стали очень популярными малоформатными дальномерными фотоаппаратами. В модели «Contax II» (1936 год) дальномер был уже совмещён с видоискателем. Большинство производителей начали снабжать объектив дальномера жёлтым светофильтром: считалось, что таким образом субъективно повышается контраст изображения, облегчая фокусировку. В дальнейшем от этого отказались.
Дальномерные камеры доминировали в фототехнике с 1930-х годов, начав уступать однообъективным зеркальным фотоаппаратам после выхода в 1959 году усовершенствованного Nikon F. Особенно ярко достоинства зеркальной аппаратуры проявились в спортивной фотожурналистике, где наиболее востребованы мощные телеобъективы с фокусными расстояниями 300—600 мм. Точная фокусировка такой оптики при помощи дальномера невозможна.
Дальномерные камеры выпускались для всех форматов фотоматериалов: малоформатные, среднеформатные, вплоть до крупноформатных пресс-камер. Дальномерная конструкция была основной для фотоаппаратов одноступенного процесса. Плёночные камеры со складными мехами, такие как «Balda Super Baldax» или «Mess Baldix», «Kodak Retina II», IIa, IIc, IIIc, и IIIC и «Hans Porst Hapo 66e» (более дешёвый вариант «Balda Mess Baldix»), часто комплектовались дальномерами. Среди малоформатных камер встроенные дальномеры имели фотоаппараты «Leica» с резьбовым креплением сменных объективов, сконструированные Оскаром Барнаком для производителя оптики Ernst Leitz Wetzlar, и давшие почву для множества подражаний. Встроенный дальномер фотоаппаратов Contax, производившихся для Carl Zeiss Optics его подразделением Zeiss Ikon, был совмещён с видоискателем. После поражения Германии во Второй мировой войне эти камеры производились на Украине под маркой «Киев». Дальномерные камеры Nikon серии «S», выпускавшиеся в 1951 — 1962 годах обладали дизайном и байонетом, похожими на «Contax», а конструкция их затвора была заимствована у «Leica». Встроенным дальномером, совмещённым с видоискателем оснащались камеры Leica серии «M» с байонетным присоединением оптики.
Малоформатные дальномерные камеры «Nikon» для американских потребителей были «открыты» в 1950 году фотографом журнала «Life» Дэвидом Дугласом Дунканом, который освещал корейскую войну.. Фотоаппараты «Nikon» удачно сочетали в себе достоинства двух наиболее известных дальномерных фотосистем: простой и надёжный затвор «Leica» и байонетное крепление объективов «Contax». Последние модели SP и S3 считались самыми оснащёнными в своём классе, стыкуясь с сопряжёнными экспонометрами и приставными электроприводами. Canon производил несколько моделей с 1930-х и до 1960-х годов; модели, начиная с 1946 года более или менее совместимы с резьбовым соединением Leica. (С конца 1951 года они стали полностью совместимы; модели 7 и 7s имели байонет для объективов 1:0,95/50 мм в дополнение к резьбовому соединению для других объективов.) В 60-70хх годах многие компании выпускали компактные дальномерные камеры с автоэкспозицией. В 1974 году компания Canon выпустила новую компактную камеру Canon Datematic, в которой одной из первых была реализована функция впечатывания даты снимка.

## База дальномера
В фотоаппаратостроении принято различать номинальную и эффективную базы дальномера. Вторая представляет собой произведение увеличения окуляра на номинальную базу, равную расстоянию между окнами. Эффективная база прямо пропорциональна увеличению окуляра. По этой причине некоторые производители фототехники (например, Ernst Leitz во всех резьбовых моделях «Leica») избегали совмещать дальномер с видоискателем. В этом случае увеличения видоискателя и дальномера должны совпадать, составляя менее единицы даже для нормального объектива. При раздельной конструкции увеличение окуляра дальномера может превосходить увеличение визира, обеспечивая большую эффективную базу при максимальном светопропускании. Резьбовое семейство фотоаппаратов Leica оснащалось раздельными дальномером и видоискателем, что позволяло успешно конкурировать по ширине эффективной базы с фотоаппаратами Contax, несмотря на значительное превосходство номинальной базы последних.

## Достоинства и недостатки

### Преимущества дальномерных фотоаппаратов передзеркальными
- Минимальное сотрясение при съёмке благодаря отсутствию подвижного зеркала, что уменьшает вероятность шевелёнки;
- Менее шумное срабатывание затвора, не привлекающее внимания к фотографу;
- Минимальная задержка срабатывания затвора: повышается точность «попадания» при съёмке быстрых движений;
- Яркость изображения в видоискателе и точность фокусировки не зависят от диафрагмирования объектива, что делает ненужными сложные механизмы прыгающей диафрагмы[9];
- Изображение в видоискателе не перекрывается в момент съёмки;
- Видоискатель отображает кадр полностью, в отличие от визира большинства зеркальных камер, отображающего, как правило, 93—95 % площади будущего кадра. В некоторых дальномерных камерах (например «Leica» серии «M») поле зрения видоискателя даже шире чем у объектива, что способствует удобству кадрирования;
- Задний отрезок объектива может быть очень коротким, позволяя использовать самые малые фокусные расстояния без необходимости применения сложных ретрофокусных оптических систем[9];
- Принцип наводки требует менее острого зрения, чем при съёмке зеркальными камерами, которые приходится оснащать приспособлениями, подобными дальномеру (клинья Додена, микрорастр). При этом точность фокусировки не зависит от светосилы объектива;
- Компактность камеры, возможность применения складной конструкции;

### Недостатки дальномерных фотоаппаратов
- Неточность кадрирования на конечных дистанциях из-за наличия параллакса;
- Невозможна съёмка длиннофокусными и сверхсветосильными объективами из-за низкой точности дальномера. Считается, что при фокусных расстояниях, превышающих 135 мм и относительных отверстиях более f/1,5, дальномер не может обеспечить необходимую точность фокусировки[1][9]. Задача решалась с помощью приставки (например, Leica Visoflex), размещаемой между объективом и фотокамерой, которая превращала дальномерный фотоаппарат в зеркальный[9]. Недостаток этого метода в неудобстве синхронизации зеркала приставки и затвора, а также в необходимости отдельной линейки объективов с более длинным рабочим отрезком[10];
- Невозможность визуально контролировать глубину резкости;
- Для сменных объективов требуются сменные видоискатели или сложная разметка штатного визира рамками для разных фокусных расстояний;
- Сложность использования зум-объективов по той же причине[* 2];
- Невозможна макросъёмка в связи с параллаксом. При стационарной установке задача решается предварительной наводкой по матовому стеклу;
- Сложность реализации TTL-экспонометра, особенно матричного и точечного режимов измерения экспозиции;
- Типичная ошибка, невозможная в зеркальной аппаратуре — съёмка при закрытом крышкой объективе;
- Затруднена работа со светофильтрами, особенно поляризационными.

## Наиболее известные марки дальномерных фотоаппаратов
- «Zeiss Ikon» — под этой маркой с 1920-х гг. выпускались дальномерные складные камеры, послужившие прототипами для советских аппаратов «Москва» и «Искра». Последняя модель под 35-мм плёнку появилась в 2004 г.
- «Leica» — в 1925 г. выпуск «Leica I» определил будущую популярность формата 24×36 мм на 35-мм киноплёнке. В 1930 г. была выпущена «Leica II» уже с сопряжённым дальномером. Считается непревзойдённым лидером качества и надёжности среди 35-мм камер. Современные модели производятся до сих пор. По состоянию на 2010 год актуальная модель — «Leica M9» (цифровая) и «Leica M7» (плёночная).
- «Contax» — торговая марка компании Zeiss Ikon, начал производство 35-мм дальномерок вторым после Leica. Преимущества — байонетное крепление объектива и расширенная база дальномера, встроенный несопряжённый экспонометр. Советская копия — «Киев». Выпуск фотоаппаратов Contax G прекращён в 2005 году.
- «ФЭД» — советская копия камеры «Leica II». Первоначально производился в трудовой коммуне для беспризорников имени Ф. Э. Дзержинского, откуда и пошло название. В середине 1950-х годов на основе первой модели начались самостоятельные разработки дальномерных фотоаппаратов, давшие начало нескольким одноимённым линейкам отечественной аппаратуры этого типа. Производство фотоаппаратов на Харьковском машиностроительном заводе «ФЭД» было свёрнуто к середине 1990-х годов.
- «Зоркий» — выпускался на «КМЗ» по чертежам и технологической документации камеры «ФЭД», как ещё одна копия «Leica II». В дальнейшем также послужил основой для нескольких одноимённых линеек советской дальномерной аппаратуры.
- «Москва» — семейство послевоенных советских среднеформатных камер, конструкция заимствована у Zeiss Ikon.
- «Voigtländer Bessa R» — изначально немецкие камеры, сейчас торговая марка (кстати, старейшее оптическое имя в мире), патенты и технологии принадлежат японской компании Cosina, актуальные модели на 2010 год — R2, R3 и R4 (отличаются видоискателем и комплектом рамок для объективов).
- «Argus» — американская компания Argus в Мичигане с 1938 по 1968 годы производила недорогие 35-мм дальномерные камеры оригинальной конструкции, весьма популярные в США.
- «Canon» — модели со сменной оптикой M39×1 ("Canon III", «Canon P», «Canon 7») и семейство Canonet с несъёмными объективами.
- «Foca» (en:Foca camera) — аппараты французской фирмы Optique & Précision de Levallois (OPL) со шторным затвором, совмещённым дальномером и резьбовым креплением сменных объективов. Выпускались с 1938 года до оккупации Франции, в 1945 г. выпуск возобновился и продолжался до 1962 г.[11]. Аппараты «Foca» часто называют копией «Лейки», что, в общем, неверно.

## Нетипичные конструкции
- Немецкий фотоаппарат «Akarex III» (1953 г.)[12] комплектовался сменными объективами, на каждом из которых был закреплён свой дальномер.

## Цифровые дальномерные фотоаппараты
В 2004 году фирма Seiko Epson выпустила цифровой фотоаппарат, имеющих кроме ЖК-дисплея оптический видоискатель, совмещённый с дальномером. На 2012 год цифровые дальномерные фотоаппараты представлены тремя моделями: «Epson R-D1», «Leica M8» и «Leica M9». Крепление объективов — байонет Leica M. «Leica M9» имеет полнокадровый (24×36 мм) сенсор.